# Sted
Et sted er et afgrænset område eller en lokalitet (latin locus, græsk topos).

## Ordet staðr
Ordet sted har oprindelse i det norrøne ord staðr, som kan betyde sted eller område. Staðr var i modsætning til sted et hankønsord. 
Tilsvarende fandtes på gotiske staþs, oldengelsk stede, gammelsaksisk stedi og gammelhøjtysk stad.

## Geografisk sted
I geografisk sammenhæng er et sted en del af et landskab, uanset om det er naturligt eller menneskeskabt. Et sted er et afgrænset område og har et navn. Betegnelsen sted kan anvendes om en by, en bydel, en bygd, en gård, et hus, en ø, en eng, osv.